# Plaine de Néré à Bresdon
La plaine de Néré à Bresdon est un site Natura 2000 « directive oiseaux » situé dans le département de la Charente-Maritime, en France.

## Localisation
La plaine de Néré à Bresdon est située au nord-est de la Charente-Maritime, sur les cantons de Matha et Aulnay.
Ce sont les communes de Bazauges et Le Gicq en totalité, et en partie celles de Beauvais-sur-Matha, Bresdon, Chives, Cressé, Fontaine-Chalendray, Gourvillette, Loiré-sur-Nie, Néré et Les Touches-de-Périgny,.

## Géographie
Le site présente une forme allongée irrégulière d'environ 10 km dans sa plus grande dimension du nord-ouest au sud-est et 5 km transversalement pour une superficie est de 9 261 ha.
Cette plaine présente un léger vallonnement avec une altitude maximale de 124 mètres et minimale de 70 mètres,.

## Historique du site
Le site Natura 2000 plaine de Néré à Bresdon fait partie de la liste nationale française des sites soumis à la formation du réseau Natura 2000 et a été intégré au réseau Natura 2000 sous le numéro FR5412024. Il a été classé zone de protection spéciale (ZPS) en août 2003.
Dans le cadre de la mise en œuvre de la directive européenne n° 79/409/cee du 2 avril 1979 dite directive «oiseaux» il est projeté l'élaboration du document d'objectif (DOCOB) du site Natura 2000 : FR5412024  «la plaine de Néré à Bresdon ».

## Espèces d'intérêt communautaire
C'est la principale zone résiduelle pour l'Outarde canepetière espèce en grand danger de disparition, parmi les 142 655 ha concernés de la région Poitou-Charentes.